# Denis Giraudet
Denis Giraudet (Lorette, 16 december 1955) is een Frans rallynavigator.

## Carrière
Denis Giraudet debuteerde in 1977 als navigator in de rallysport naast rijder Jean-Paul François. In de jaren tachtig was hij navigator van Paul Gardère, met wie hij actief was in het Frans rallykampioenschap, maar ook debuteerde in het Wereldkampioenschap rally. Giraudet brak uiteindelijk door toen hij naast Philippe Bugalski plaats nam. Het duo reed in het seizoen 1992 een aantal WK-rally's voor Lancia, en behaalde dat jaar een derde plaats in Corsica. In 1993 zat hij eenmalig naast Toyota-rijder Juha Kankkunen, met wie hij meteen de WK-ronde van Finland dat jaar won. In het seizoen 1995 verving Giraudet Bernard Occelli als vaste navigator van Didier Auriol, en ook deze keer resulteerde dit gelijk tot succes, toen het duo in Corsica won. Giraudet bleef lange tijd naast Auriol zitten, maar navigeerde in de tussentijd ook voor Armin Schwarz en Thomas Rådström. Met Auriol won hij nog drie WK-rally's en het duo bleef tot aan het seizoen 2003 samenwerken (Auriol stopte vervolgens als actief rallyrijder).
Sindsdien heeft Giraudet naast verschillende rijders gezeten, waaronder Stéphane Sarrazin, François Duval en meest recent Jevgeni Novikov, met wie hij in 2011 en 2012 actief was in het WK. Met 174 deelnames is Giraudet de meest ervaren navigator in het WK rally ooit.